# Freethiel Stadion
Il Freethiel Stadion, noto anche come Freethiel, è un impianto calcistico situato nella città di Beveren, provincia delle Fiandre Orientali, in Belgio. Il nome (Freethiel) è una contrazione del nome di Frederik Thielemans, il primo proprietario dello stadio. Frederik possedeva una pista da ciclismo nella Klapperstraat, ma a metà degli anni '30 decise di trasformare l'impianto in uno stadio di calcio che rese disponibile come sede alla neonata squadra KSK Beveren. Il 31 luglio 1938 il nuovo campo fu inaugurato con una partita amichevole contro il Ronse.
Lo stadio, con una capacità iniziale di circa 13 500 posti, ha subito nel corso degli anni varie ristrutturazioni e ampliamenti. Nel 1967 l'intero stadio è stato ricostruito con una nuova sala stampa, nuovi spogliatoi e tribune più confortevoli per i tifosi che portarono la capacità a 16 350 posti. Nel 1972 venne realizzato un nuovo ampliamento e la capacità passò a 18 000 posti. Due anni più tardi, nel 1974, fu installato l'impianto di illuminazione e raggiunse la sua massima capacità di 22 000 posti. Nel 2008 è stata eseguita l'ultima ristrutturazione e la capacità dello stadio fu ridotta agli attuali 8 190 posti.
È usato principalmente per il calcio ed è stato la sede storica del club KSK Beveren dal 1938 fino alla sua scomparsa nel 2010, anno in cui la sezione maschile si è fusa con il KV Red Star Waasland per fondare il club Waasland-Beveren che milita nella massima divisione del campionato belga di calcio dalla stagione 2012-2013 e disputa le proprie partite casalinghe al Freethiel Stadion dal 2010.